# أندريس دياز دوران
أندريس دياز دوران (بالإسبانية: Andrés Díaz Durán)‏ (4 يناير 1995 بسانتياغو في تشيلي - ) هو مدرب كرة قدم ولاعب كرة قدم تشيلي في مركز الوسط. لعب مع نادي أونيفرسيداد كاتوليكا وDeportes Valdivia ‏.

## وصلات خارجية
- أندريس دياز دوران على موقع قاعدة بيانات كرة القدم.إي يو (الإنجليزية)
- أندريس دياز دوران على موقع Soccerway.com (الإنجليزية)
- أندريس دياز دوران على موقع عالم كرة القدم.نت (الإنجليزية)